# 행복을 찾아서
《행복을 찾아서》(영어: The Pursuit of Happyness)는 2006년 개봉한 미국의 전기 드라마 영화이다. 미국의 주식 중개인 크리스 가드너가 쓴 동명의 회고록을 바탕으로 스티븐 콘래드가 각본을 썼고, 가브리엘레 무치노가 감독했다. 주인공 크리스 가드너 역은 윌 스미스가 맡았고, 주인공의 아들 역은 윌 스미스의 아들인 제이든 스미스가 연기했다.
윌 스미스는 이 영화로 2007년 제79회 아카데미상과 제64회 골든 글로브상 남우주연상 후보에 올랐다.

## 줄거리
한물간 의료 기기를 판매하는 영업 사원 크리스 가드너(윌 스미스 분)는 물건을 팔기 위해 매일 최선을 다하지만 일은 마음대로 되지 않는다. 결국 아내까지 집을 떠나고, 길거리로 나앉는 신세로 전락한다. 하지만 하나뿐인 아들 크리스토퍼(제이든 크리스토퍼 사이어 스미스 분)를 위해서라면 살아남아야만 하는 그에게 20대 1이라는 엄청난 경쟁이 걸린, 인생 마지막 기회가 다가온다.

## 출연진
- 윌 스미스 - 크리스 가드너 역
- 제이든 크리스토퍼 사이어 스미스 - 크리스토퍼 가드너 주니어 역
- 탠디 뉴턴 - 린다 가드너 역
- 브라이언 하우 - 제이 트위슬 역
- 제임스 캐런 - 마틴 프럼 역
- 댄 캐스털러네타 - 앨런 프레이케시 역
- 커트 풀러 - 월터 리번 역
- 마크 크리스토퍼 로런스 - 웨인 역
- 크리스 가드너 - 양복을 입고 걸어가는 남성 역 (크레디트 미기재)